# Плетнёв, Борис Владимирович
Бори́с Влади́мирович Плетнёв (2 декабря 1902, Москва — 25 октября 1979, там же) — советский артист балета, критик, сценарист, театральный режиссёр, художественный руководитель Московского театра оперетты, режиссёр Московского Театра теней.

## Биография
В 1915 г. учился в студии М. М. Мордкина (педагог К. Я. Голейзовский). В 1919-20 работал в экспериментальной балетной Студии под руководством Голейзовского. Одновременно выступал с эстрадными номерами театра-кабаре «Кривой Джимми» и в представлениях «Синей блузы».
В 1920 году уехал из Москвы. В 1920-24 работал в Тбилисском театре, в 1928-31 в Харьковском театре. В этот период исполнял балетные партии: Бирбанто («Корсар»), Иосиф («Иосиф Прекрасный»).
Вернувшись в Москву, в 1931-32 работал в Московском художественном балете, одновременно в 1930-40-е гг. выступал на концертной эстраде.
Сразу после войны, во второй половине 1940-х гг. — художественный руководитель Московского театра оперетты.
В 1953-55 — режиссёр Московского Театра теней.
Сочинения:
- либретто балета «Гаянэ» (1957, Большой театр)
- либретто балета «Жанна д’Арк» (по мотивам драмы «Орлеанская дева» Ф. Шиллера) (1957, Московский академический музыкальный театр имени К. С. Станиславского и Вл. И. Немировича-Данченко)
- мемуары «Чудесник танца. Отрывки из воспоминаний», в кн.: К. Голейзовский. Жизнь и творчество, М., 1984.
- рецензии и статьи по проблемам балета.